# Тулио Ланесе
Тулио Ланесе (Месина, 10. јануар 1947 — Месина, 1. март 2025) био је италијански фудбалски судија и председник Удружења италијанских судија. 

## Биографија
Рођен је 10. јанаура 1947. године у Месини. Поред тога што је био фудбалски судија, био је и полицајац. 
Године 2008. номинован је од стране Уније демохришћана и центра за регионалне изборе на Сицилији, али није изабран.
Дана 1. марта 2025. преминуо је у Месини у 78. години.

## Каријера
Од 1987. до 1992.  Ланесе је учествовао на квалификацијама за међународне судије, судио је на укупно 38 мечева, укључујући и неке утакмице финалне фазе Светског првенства 1990. у Италији : Бразил-Шведска 2-1 у Торину, Уругвај-Јужна Кореја 1-0 у Удинеу и Камерун-Колумбија 2-1 у Напуљу.
Такође је судио финале Европског купа 1991., утакмицу између Црвене звезде и Олимпик Марсеља и полуфинале између Шведске и Немачке на Европском првенству 1992. године.
Као резултат италијанског фудбалског скандала 2006. године, Ланесе је поднео оставку на место председника Асоцијације италијанских судија; на крају судског процеса га је Савезни суд осудио на забрану у трајању од две године и шест месеци, а казна је након тога смањена на годину дана. Заменио га је Луиђи Ањолин, као ванредни комесар.
Напуљски тужилац затражио је подизање оптужнице против Ланесеа под оптужбом за удруживање у циљу спортске преваре, а првостепено суђење је окончано казном од две године затвора.
Четврто одељење Апелационог суда у Напуљу је 5. децембра 2012. укинуло првостепену пресуду којом је Ланесе ослобођен.
Ревизорски суд је 17. октобра 2012. осудио Ланесеа, заједно са судијама умешаним у скандал због оптужби за наношење штете њиховом имиџу. Бивши судија је морао да плати 500.000 евра.
Дана 24. марта 2015. године, жалба тужилаштва на ослобађајућу пресуду тужиоца је проглашена недопуштеном у Врховном суду.